# 笠乙麻呂
笠 乙麻呂（かさ の おとまろ、生没年不詳）は、奈良時代の貴族。正五位下・笠吉麻呂の子。官位は従五位下・上総介。

## 経歴
称徳朝の天平神護3年（767年）正月に従五位下に叙爵し、5月に内蔵助に任官する。神護景雲4年（770年）伊豆守として地方官に転じる。
光仁朝の宝亀3年（772年）解任された巨勢馬主の後任として上総介に任ぜられている。

## 官歴
『続日本紀』による。
- 時期不明：正六位上
- 天平神護3年（767年） 正月18日：従五位下。5月25日：内蔵助
- 神護景雲4年（770年） 5月9日：伊豆守
- 宝亀3年（772年）  9月23日：上総介